# The Miner's Destiny
The Miner's Destiny è un cortometraggio muto del 1913 diretto da Fred E. Wright.

## Trama
Un minatore, che si ribella alle prepotenze di Jenkins, viene fatto licenziare dal bullo che lo denuncia al caposquadra dopo averlo scoperto ubriaco. Quando nella miniera avviene un'esplosione, Jenkins denuncia il minatore licenziato che, arrestato, viene condannato alla prigione a vita. Sua moglie, malata e in miseria, muore mentre suo figlio viene accolto da Vance Wilkins, un vicino compassionevole che lo alleva come figlio suo, mandandolo a studiare all'università. Anni dopo, il giovane torna dopo essere diventato ingegnere minerario. Jenkins, nel frattempo, è diventato caposquadra. Al campo arriva anche il vecchio galeotto che è stato graziato e che non ha dimenticato le angherie subite.

## Produzione
Il film fu prodotto dalla PathéPlay (Pathé Frères).

## Distribuzione
Distribuito dalla General Film Company, il film - un cortometraggio in una bobina - uscì nelle sale cinematografiche statunitensi il 5 luglio 1913.